# Cornelis Adriaan Lobry van Troostenburg de Bruyn
Cornelis Adriaan Lobry van Troostenburg de Bruyn (Leeuwarden, 1 januari 1857 – Amsterdam, 23 juli 1904) was een Nederlands scheikundige.

## Biografie
Lobry van Troostenburg de Bruyn werd geboren in Leeuwarden, waar zijn vader Nicholaas Lobrij van Troostenburg de Bruijn praktiserend huisarts was. Hij werd echter opgevoed in het huis van zijn grootouders Bergsma op de Friesma-state in Idaard. Later bezocht hij in Leeuwarden de lagere school en van 1869 tot 1874 de hogereburgerschool (HBS). Na een studie Grieks en Latijn aan het gymnasium studeerde hij vanaf 1875 scheikunde aan de Universiteit Leiden.
In 1883 schreef hij zijn dissertatie en verkreeg hij zijn doctoraat. Het onderwerp van zijn proefschrift betrof: "Verhouding der drie dinitrobenzolen tegenover cyaankalium in een alcoholoplossing"; een onderzoek waarop hij later verschillende keren zou terugkeren en waarvan hij de eerste resultaten in 1904 publiceerde. Na zijn promotie was De Bruyn werkzaam in de laboratoria van Charles-Adolphe Wurtz en Charles Friedel in Parijs. Hierna keerde hij terug naar Leiden, om in 1885 aangesteld te worden als scheikundige bij de Nederlandse Marine in Den Helder. Zijn officiële werk betrof de keuring van schietkatoen, maar in de elf jaar dat hij voor de marine werkzaam was deed De Bruyn ook veel onderzoek naar organische en anorganische stoffen.
De Bruyn werd in 1896 benoemd tot hoogleraar organische en farmaceutische chemie aan de Universiteit van Amsterdam, als opvolger van Jan Willem Gunning. Het jaar erop, in 1897, werd hij gekozen als lid van de Koninklijke Nederlandse Akademie van Wetenschappen (KNAW). Uitnodigingen om hoogleraar te worden in Wenen (1901) en Utrecht (1902) sloeg hij af, omdat hij in Amsterdam wilde aanblijven. Hij overleed op 47-jarige leeftijd in Amsterdam.

## Wetenschappelijk werk
De Bruyn voerde onderzoek uit naar de drie isomeren van dinitrobenzeen, waarmee hij de basis legde voor de ontdekking van de Meisenheimercomplexen. In 1885 ontdekte hij, samen met Willem Alberda van Ekenstein, tautomerisme in suikers welke nu bekend staan als de Lobry de Bruyn-Alberda van Ekenstein-transformatie. Daarnaast onderzocht De Bruyn alkaloïden en syntheseerde hij hydroxylamine (1891) en het waterige hydrazine (1894).